# Baron Vestey
Baron Vestey, of Kingswood in the County of Surrey, ist ein erblicher britischer Adelstitel in der Peerage of the United Kingdom.
Familiensitz der Barone ist Stowell Park Estate in Northleach in den Cotswolds, Gloucestershire.

## Verleihung
Der Titel wurde am 20. Juni 1922 für den Unternehmer und Reeder Sir William Vestey, 1. Baronet geschaffen. Dieser war durch Rinderfarmen in Übersee und den Rindfleischimport ins Vereinigte Königreich zu Wohlstand gekommen. Ihm war bereits am 21. Juni 1913 der fortan nachgeordnete Titel Baronet, of Bessemer House, verliehen worden. Zu der Vestey Group gehörte insbesondere die Blue Star Line.

## Liste der Barone Vestey (1922)
- William Vestey, 1. Baron Vestey (1859–1940)
- Samuel Vestey, 2. Baron Vestey (1882–1954)
- Samuel Vestey, 3. Baron Vestey (1941–2021)
- William Guy Vestey, 4. Baron Vestey (* 1983)

Titelerbe (Heir Apparent) ist der Sohn des aktuellen Titelinhabers, Hon. Samuel Oscar Vestey (* 2018).